# Världsmästerskapen i skidflygning 1973
Världsmästerskapen i skidflygning 1973 hoppades i Heini Klopfer-backen i Oberstdorf, Bayern, Västtyskland. Från 1973 och fram till 1985 kom tävlingarna att hållas ojämna årtal.

## Individuellt
- 10 mars 1973

| Medalj | Hoppare                             | Poäng |
| Guld   | Hans-Georg Aschenbach (Östtyskland) |       |
| Silver | Walter Steiner (Schweiz)            |       |
| Brons  | Karel Kodejška (Tjeckoslovakien)    |       |

## Medaljligan
| Rank | Nation          | Guld | Silver | Brons | Totalt |
| ---- | --------------- | ---- | ------ | ----- | ------ |
| 1    | Östtyskland     | 1    | 0      | 0     | 1      |
| 2    | Schweiz         | 0    | 1      | 0     | 1      |
| 3    | Tjeckoslovakien | 0    | 0      | 1     | 1      |